# Marie-Annick Lépine
Pour les articles homonymes, voir Lépine.
Marie-Annick Lépine, née à Repentigny le 5 novembre 1978, est une chanteuse et violoniste québécoise, de formation classique, membre du groupe Les Cowboys fringants.
Elle est multi-instrumentiste (violon, mandoline, chant, piano, flûte, accordéon, alto, métallophone, ukulélé, guitare).
En 2007, Marie-Annick profite d'une pause de tournée des Cowboys fringants pour lancer son premier album solo, Au bout du rang.
En 2016, elle lance un second album solo, J'ai brodé mon cœur, qui lui a été inspiré par son rôle de mère. À l'exception de deux titres, qui reprennent les poèmes de Maurice Carême, elle signe toutes les chansons de cet album. Elle met en scène ses chansons dans le spectacle jeunesse La petite sorcière gentille où elle partage la scène avec Catherine Durand.
Son troisième album solo, Entre Beaurivage et l'Ange-Gardien, paraît à la fin de 2021.
Elle ajoute un 4e album en 2025, intitulé Le cœur est un rêveur, sous étiquette La Tribu. L'artiste sherbrookoise Adèle Blais a signé la couverture de la pochette de cet album; il s'agit d'une cocréation des deux femmes.

## Vie privée
Marie-Annick Lépine est veuve de Karl Tremblay, chanteur des Cowboys Fringants, avec qui elle a eu deux filles.

## Le cœur est un rêveur (2025)
Empreint de vulnérabilité et de résilience, Le coeur est un rêveur est le quatrième album solo de Marie-Annick Lépine. Elle ne voulait pas faire un album « juste triste ». Dans son nouvel album, l'artiste propose des chansons parfois lumineuses, parfois un peu plus mélancoliques. Écrit un an et demi à la suite du décès de son conjoint, Karl Tremblay, membre du groupe Les Cowboys fringants, Le coeur est un rêveur raconte les hauts et les bas du deuil, mais consiste surtout en une ode à la vie. 
La dernière chanson de l’album, Ta dernière adresse, réalisée en collaboration avec Daniel Lacoste et Pierre Fortin, est un titre où l’artiste s’adresse directement à son compagnon, lui confiant qu’elle rêve encore de sa présence.

## Distinctions
- 2023 : Médaille d'honneur de l'Assemblée nationale[13]